# Ловел, Генри, 8-й барон Морли
Генри Ловел (англ. Henry Lovel; умер в 1489) — английский аристократ, 8-й барон Морли с 1476 года.
Генри Ловел был сыном Элеаноры Морли, 7-й баронессы Морли в своём праве, и Уильяма Ловела. В 1476 году он потерял родителей и унаследовал семейные владения в Норфолке, а с ними — баронский титул. Ловел был женат на Элизабет де ла Поль, дочери Джона де ла Поля, 2-го герцога Саффолка, и Элизабет Йоркской. Он умер молодым, не оставив детей, так что его наследницей стала сестра, Элис Паркер.